# Lima Corporate
LimaCorporate — компания, которая производит медицинское оборудование. Штаб-квартира LimaCorporate находится в Фриули — Венеция-Джулия, Италия. Ассортимент продукции Limacorporate включает в себя большие совместные первичные и ревизионные имплантаты, детали для фиксции, адаптированные под пациента протезы.
Благодаря более чем 900 сотрудникам и двум производственным международным заводам, LimaCorporate продает свою продукцию через сеть прямых дочерних компаний и дистрибьюторов в более чем 42 страны.
LimaCorporate была первой, кто принес 3D печать в условия больницы.

## История
Основатель LimaCorporate, Карло Леопольдо Луалди, начал производство хирургических инструментов в 1945 году.
В 1953 году в компании был создан первый прототип вертолета, полагаясь исключительно на итальянские ноу-хау. С тех пор, и до 2000 года LimaCorporate стала одним из самых важных поставщиков в аэрокосмическом секторе.
В период с 1960-х и 1980-х годов основной бизнес расширился на производство медицинских устройств, особенно титановых ортопедических протезов.
В 1990-х годах компания продолжала сосредотачиваться на рынке медицинских устройств с особой целью расширения присутствия на глобальном уровне. В 2000 году этот подход привел компанию к решению специализироваться исключительно на производстве ортопедических имплантатов.
В 2000-х годах компания приняла решение о разработке технологии EBM (расплавление электронов), или добавочного изготовления, для решения функциональных ограничений покрытий, применяемых к традиционным протезным имплантатам.
В 2007 году первая в Италии ацетабулярная чашка, была разработана LimaCorporate при помощи технологии 3D печати. Кроме того, компания объявила о заключении дистрибьюторского соглашения с OrthAlign, Inc. о поставках портативных навигационных устройств для бедренной кости и связанных с ними приборов, в рамках Европейской экономической зоны (EEA), за исключением Румынии.
Компания объявила о завершении процесса приобретения активов с помощью Zimmer Holdings Inc. 3 июля 2015 года. Соглашение было одобрено японской торговой комиссией в конце того же года.
В 2016 году EQT, с Hansjörg Wyss в качестве совместного инвестора, завершили процесс приобретения большинства акций LimaCorporate.
В 2018 году Limacorporate приобрела Techmah Medical LLC, медицинскую компанию по программному обеспечению медицинского устройства.